# Без срока давности
«Без срока давности» — советский художественный фильм 1986 года, снятый режиссёром Эдгаром Ходжикяном на киностудии «Мосфильм».
Премьера фильма состоялась 16 апреля 1987 года. В СССР фильм посмотрели 10,9 млн зрителей.

## Сюжет
Сэм Пейдж, в прошлом бывший фашистский наёмник Семён Пайгин, и агенты западной разведки, Март и Гудвин, пытаются найти и спрятать секретные архивы гестапо. Однако их планы нарушает группа сотрудников Госбезопасности под руководством майора Алексея Столярова, которые проводят операцию по обезвреживанию агентов и захвату архивов.

## В ролях
- Борис Щербаков — Алексей Столяров
- Пётр Глебов — Роман Пайгин
- Всеволод Сафонов — Семён Пайгин / Сэм «Саймон» Пейдж
- Людмила Нильская — Лариса Кириенко
- Сергей Приселков — Сергей Курилов
- Всеволод Шиловский — Зевс Скачков
- Иван Шабалтас — Иван Денисов
- Ирина Феофанова — Лена Пайгина
- Наталья Стриженова — Татьяна Курилова
- Всеволод Ларионов — Артемьев
- Рубен Симонов — Петросян
- Валерий Гатаев — Дементьев
- Улдис Лиелдидж — Вильямс старший
- Юрий Гусев — Вильямс младший
- Паул Буткевич — Март
- Тыну Луме — Гудвин
- Виктор Шульгин — Фёдор Храпин
- Юрий Саранцев — Трофим Кошура
- Эрнст Романов — Кунявский
- Вадим Захарченко — Семён Шинда
- Эрменгельд Коновалов — Джозеф

## Музыка
В фильме звучит музыка в исполнении Государственного симфонического оркестра кинематографии СССР, дирижёр Юрий Серебряков.